# 异常碘泡虫
异常碘泡虫（学名：Myxobolus atypicus）为碘泡科碘泡虫属的动物。在中国，分布于湖北、浙江等，营寄生生活，寄生在鲢、鳙的鳃、肠、胆囊、脾、肾、输尿管、膀胱、鳔、嗅神经。